# Mandal

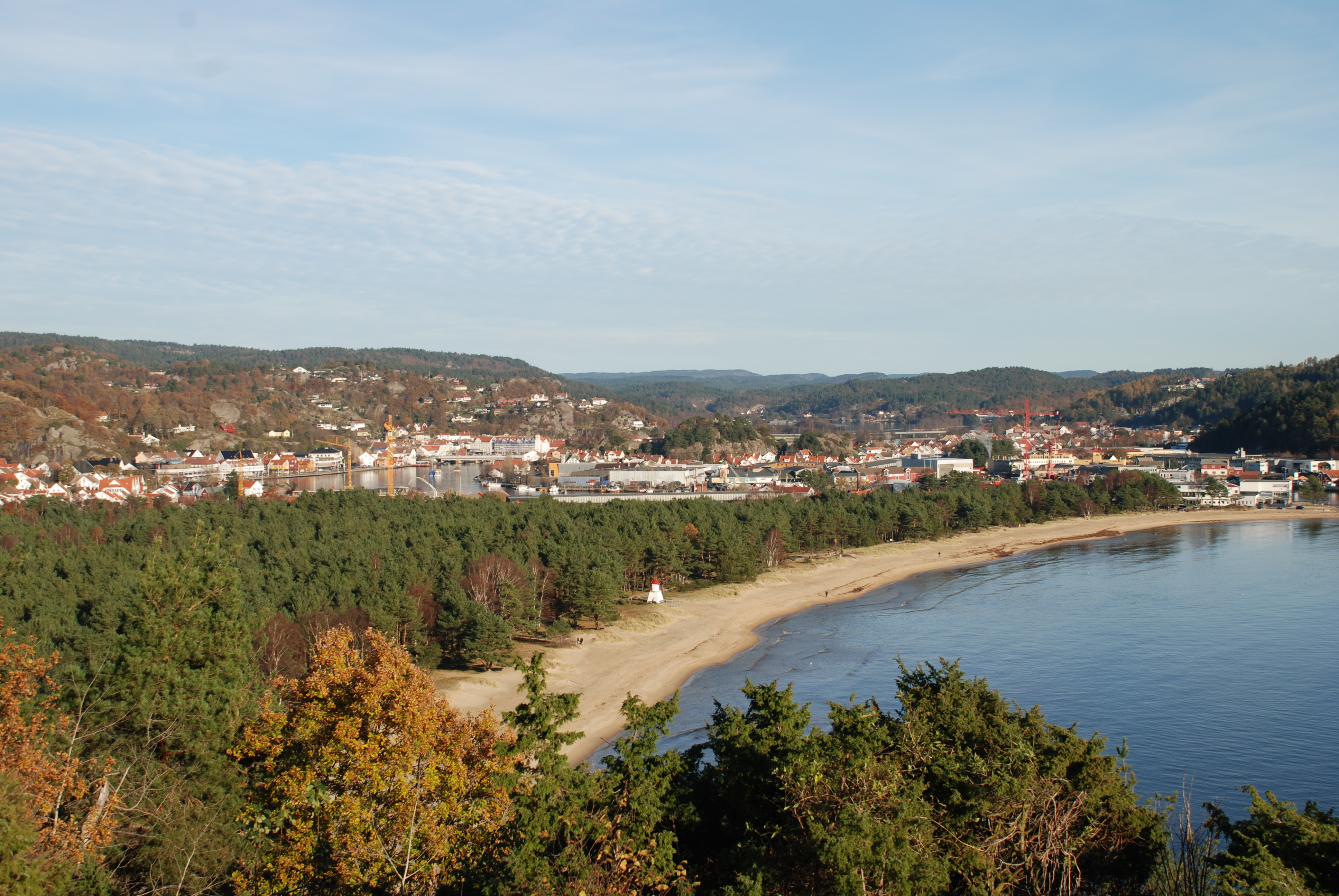
Blick über Mandal

Mandalⓘ ist eine Stadt und ehemalige Kommune in der Provinz (Fylke) Agder in Norwegen.

## Geografie
Mandal ist die südlichste Stadt Norwegens. Sie liegt 45 km westlich von Kristiansand an der Mündung des Flusses Mandalselva in die Nordsee.
Das Ufer bei Mandal besteht im Wesentlichen aus Sand, so dass um 1900 Maßnahmen gegen die Erosion ergriffen werden mussten. In einer großen Aktion wurden Kiefern aus Schottland (Giuthas Albannach/schottische Föhren) auf die Sanddünen und die Klippen gepflanzt. Zwischen 1905 und 1935 waren das 100.000 Setzlinge. 1969 ging durch einen gewaltigen Sturm ein Teil des alten Waldes auf einer Fläche von 2000 m² verloren.
Die Europastraße 39 verläuft im Norden von Mandal.

## Ehemalige Kommune
Bis zum 1. Januar 2020 war Mandal eine eigenständige Kommune. Auf einer Fläche von 222 km² lebten 15.659 Einwohner (Stand: 1. Januar 2019). Ihre Kommunennummer war 1002, ihre Postleitzahl 4517. Letzter Bürgermeister war Alf Erik Andersen (FrP). Im Zuge der Kommunalreform in Norwegen wurden Marnal und Marnardal mit Lindesnes zusammengeführt.

## Geschichte
Mandal wurde Ende des 14. Jahrhunderts unter der Bezeichnung „Vester-Risør“ erwähnt, als König Erich von Pommern dem Ort das Recht gab, mit dem später so berühmten Mandal-Lachs zu handeln. Zu dieser Zeit hatten die Bürger von Landskrona im einst dänischen Skåne die ausschließlichen Handelsrechte in Vester-Risør.
Der Ort hatte damals städtische Siedlungen westlich von Sjøsanden (heutiger Badestrand von Mandal), am Eingang des Skogsfjord, einem kleinen Handelsplatz namens Spidsbo. Ein weiterer Ort mit früher Besiedlung lag am Ufer des Flusses Mandalselva, einst genannt Marndal oder Mandal. Die Ansiedlung besaß unter anderem eine separate Kirche aus dem 15. Jahrhundert. Mandal ist somit eine der ältesten Städte im Süden Norwegens. Darüber hinaus gab es im nahen Kleven eine weitere Ansiedlung, für die der Naturhafen entscheidend war. Kleven war bis Ende des 19. Jahrhunderts einer der wichtigen Versorgungshäfen an der Küste von Agder. Es ist davon auszugehen, dass hier schon um 1500 Holz verladen wurde, das hauptsächlich in die Niederlande ging. Der Handelsplatz Vester-Risør wurde erstmals 1632 mit gebührenpflichtigen Standortprivilegien erwähnt. Es erfolgte 1662 mit neueren Handelsprivilegien die Umbenennung von Vester-Risør in Mandal.
In der Zeit von 1809 bis 1815 wurde in einer Saline von Mandal Salz produziert. 1862 wurde eine Paraffin-Fabrik mit einer in Schottland entwickelten Fertigungsmethode errichtet. 1872 musste die Fabrik dem ausländischen Konkurrenzdruck weichen und schließen. Aber die guten Beziehungen, die darauf beruhten, dass führende Familien nach Schottland ausgewandert waren und dort schließlich in der Person des Lord Edward Salvesen von 1905 bis 1922 einen der 13 Sitze im High Court of Justice besetzten, blieben bis in die jüngste Zeit erhalten.
Bei dem Stadtbrand von 1810 wurde die alte Steinkirche aus dem 16. Jahrhundert zerstört. Die heutige Mandal-Kirche wurde nach dem Brand von 1810 die im Empire-Stil errichtet und Jahr 1821 fertiggestellt. Sie gilt als größte Holzkirche Norwegens und ist mit 1.800 Sitzplätzen ausgestattet.
Mandal erhielt 1837 Stadtrechte (eine Modifizierung dazu soll im Jahr 1921 erfolgt sein). Der Handel mit Fisch und insbesondere mit Lachs wurde bis ins Ausland stark ausgeweitet. Das 19. und das 20. Jahrhundert brachten Mandal ein großes Wachstum und eine Vielzahl neuer Geschäfte sowie einen ausgeprägten Bezug zur Kunst. Die wohlhabendsten Bürger wohnten in dem Ortsteil westlich der Kronheia, wo sich zweistöckige und aneinandergebaute Häuser befinden. Das einzige alte Steinhaus, der Skrivergården, erbaut 1767 von einem englischen Einwanderer im Palladianischen Stil, befindet sich in der westlich anschließenden Villensiedlung, umgeben von einem barocken Park. Östlich der Kronheia befindet sich ein anderer Teil der Altstadt mit deutlich kleineren Häusern. 1836 wurde die erste Brücke nach der am anderen Flussufer gelegenen Malmøya erbaut. Auf diese Weise wurde auch Kleven mit Mandal durch eine Straße verbunden, an der Einfamilienhäuser entstanden. Lachsfischen und -handel machten Mandal zu einer reichen Handelsstadt.
Im Zweiten Weltkrieg waren in der Umgebung bis zu 2000 Soldaten stationiert, deren Bunker und Schützengräben zum Teil noch zu sehen sind.
Seit der Zeit nach 1945 erfährt Mandal auch nennenswerten touristischen Zustrom. Weiter wachsender Wohlstand und reges Kunstinteresse spiegeln sich im öffentlichen Leben wider, zum Beispiel im Skulpturen-Ufer des Mandalflusses mit der von einer Sparkasse gestifteten Statue „Mandalitten“, was versinnbildlicht meint: „Lachs in den Taschen, Eier in den Schuhen und feines Brot im Hut“. 2012 wurde ein großes Kulturzentrum auf Malmøya erbaut und mit einer Fußgängerbrücke mit der Altstadt von Mandal verbunden.

## Sehenswürdigkeiten
- Das Stadtbild mit den weißen Häusern
- Die Kirche in Mandal ist mit 1800 Sitzplätzen eine der größten in Norwegen. Die Kirche wurde 1821 im Empirestil erbaut und ist als Kulturdenkmal geschützt.
- Die Kirche von Harkmark stammt aus dem Jahr 1613 und steht unter Denkmalschutz.
- Das Stadtmuseum Andorsengården, errichtet 1801–1805, enthält eine Gemäldesammlung, u. a. mit Gemälden von Gustav Vigeland. Das Herrenhaus steht unter Denkmalschutz.
- Der Skrivergården, erbaut 1765 von dem Baumeister George Johnston aus Carlisle, mit Barockgarten, heute der Stadtverwaltung gehörig
- Die Villa Târnhus auf Malmøya von 1898 mit vielen Verzierungen und einen Turm mit farbiger Bleiverglasung
- Das Herrenhaus Risøbank mit Park und Gewächshaus, erbaut 1901 im schottischen Stil für Lord Edward T. Salvesen, heute im stäödtischen Besitz
- Das Herrenhaus Hald am Skogsfjord aus dem 18. Jahrhundert, zwischen 1897 und 1916 hierher transloziert
- Das Buen-Kulturhaus, fertiggestellt im Jahr 2012, vereinigt eine Bibliothek, ein Kino sowie einen Theater- und Konzertsaal unter einem Dach.
- Der Aussichtspunkt „Uranienborg“ mit seinem Pavillon und dem Blick über die Stadt
- Der Runenstein von Mandal wurde 2012 im Ort in einem Garten entdeckt. Es ist der erste Runenstein der seit 1947 in Norwegen gefunden wurde.
- Der Steinkreis von Harkmark ist das südlichste Megalithmonument in Norwegen.

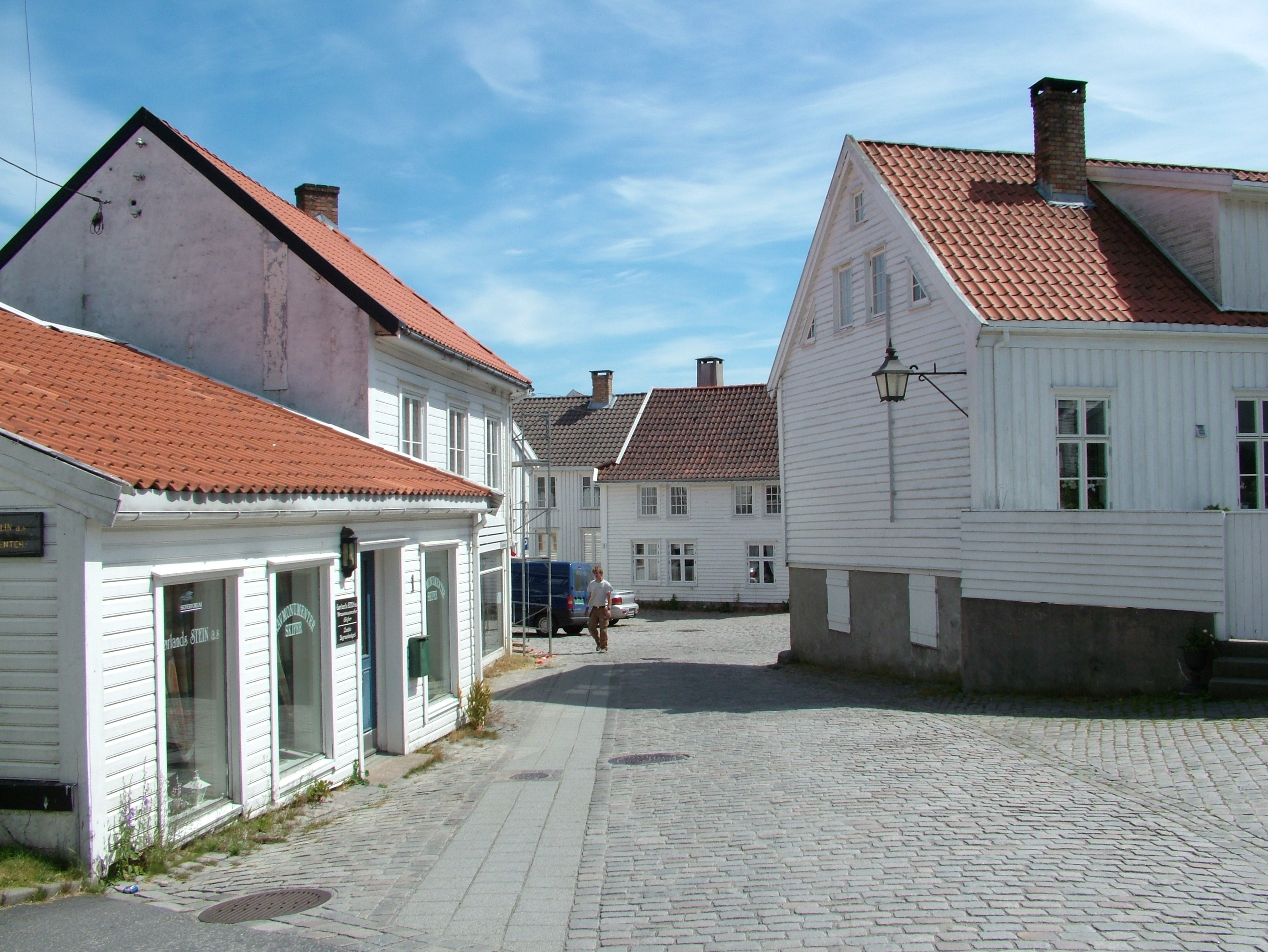
Eine Straße in Mandal
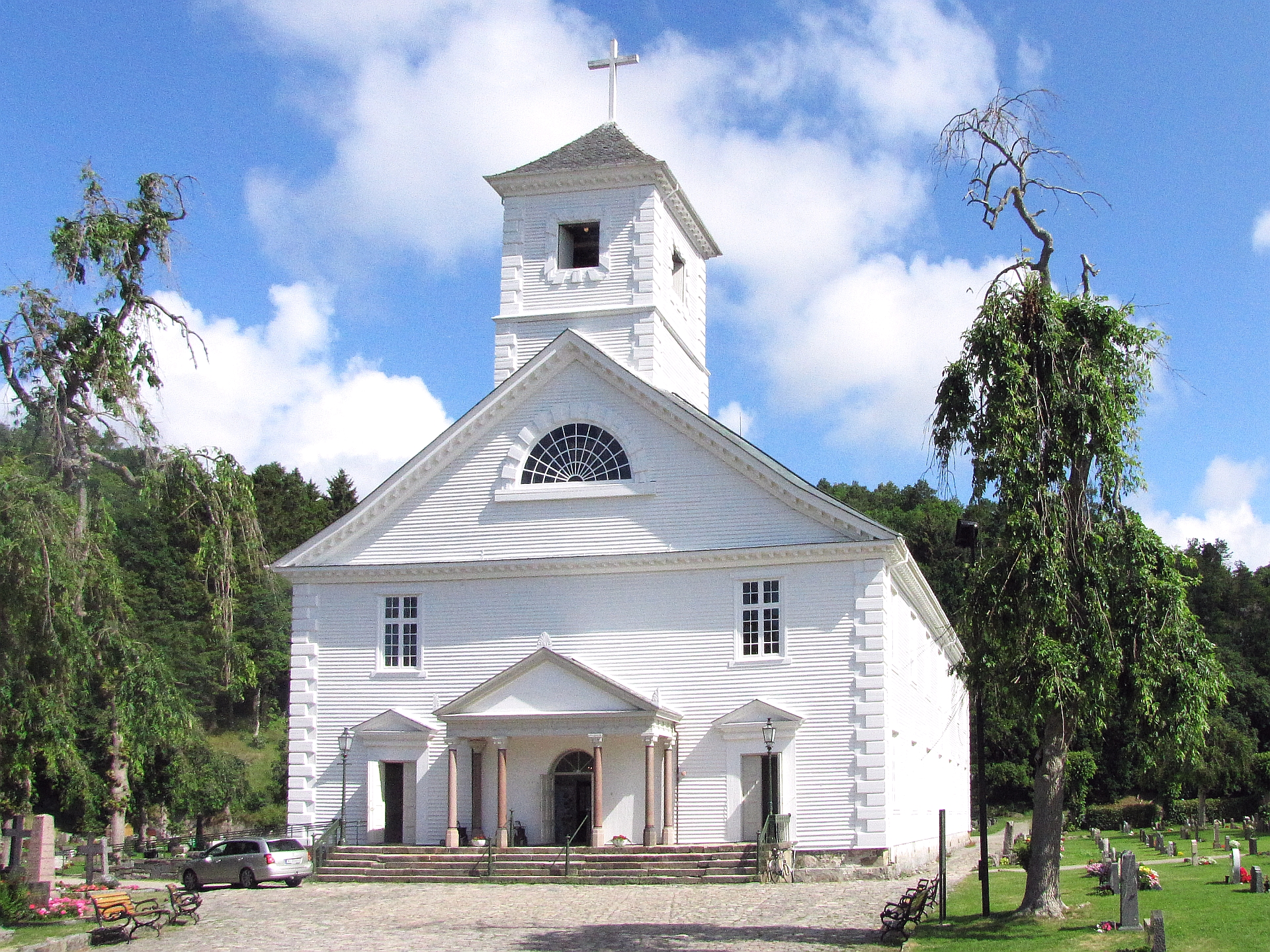
Mandal Kirche von 1821 mit 1800 Sitzplätzen
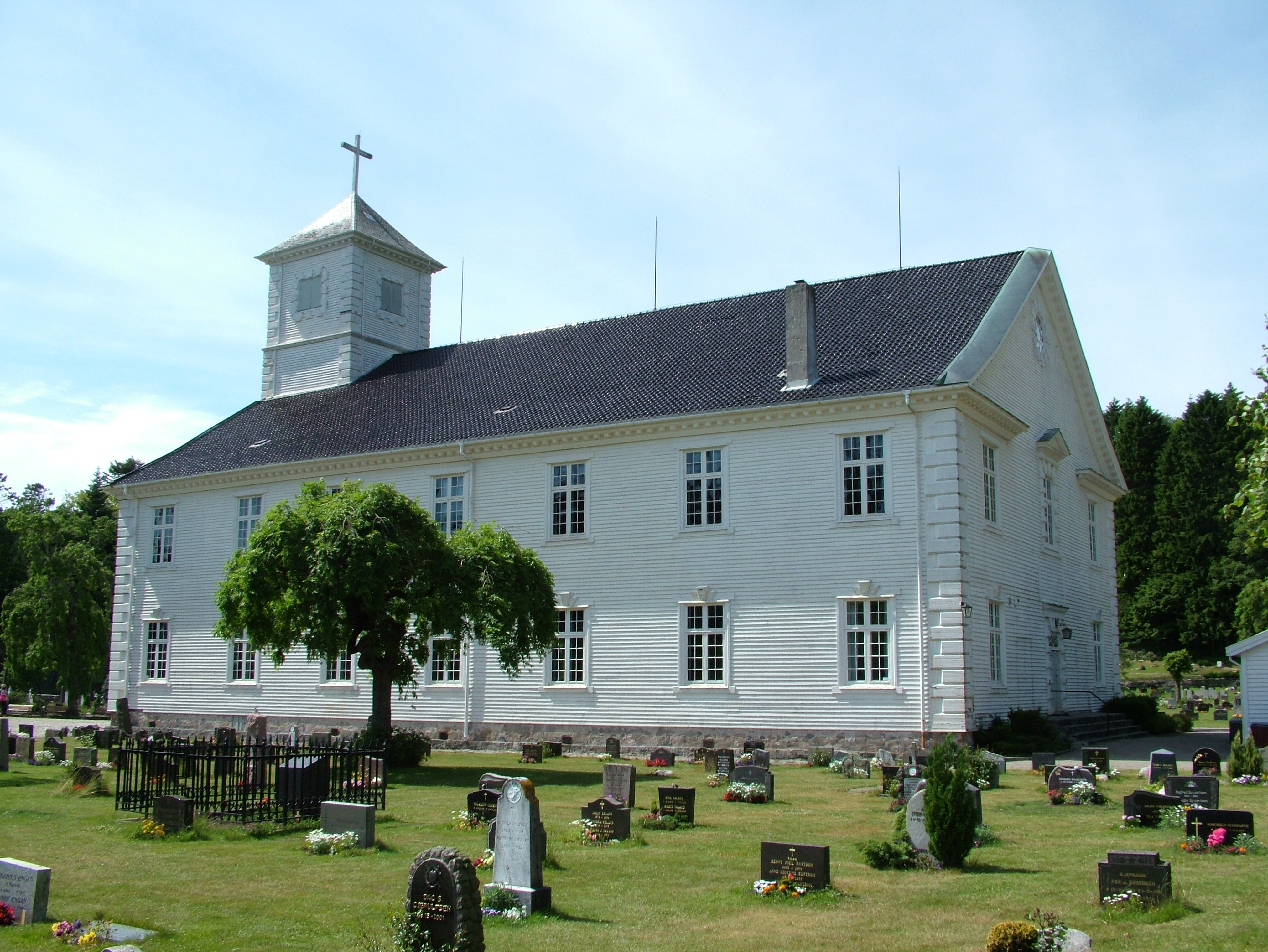
Kirche in Mandal
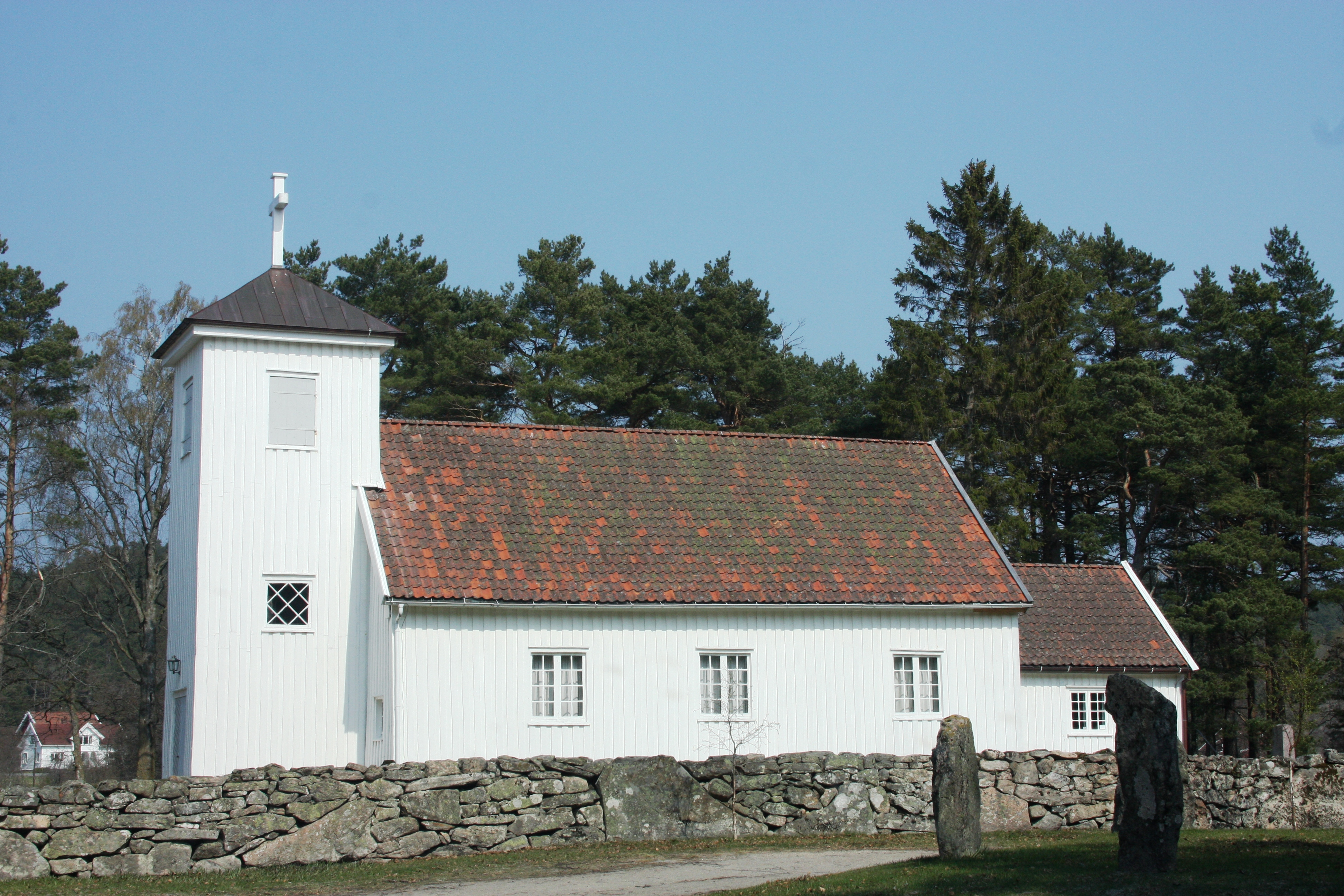
Harkmark-Kirche
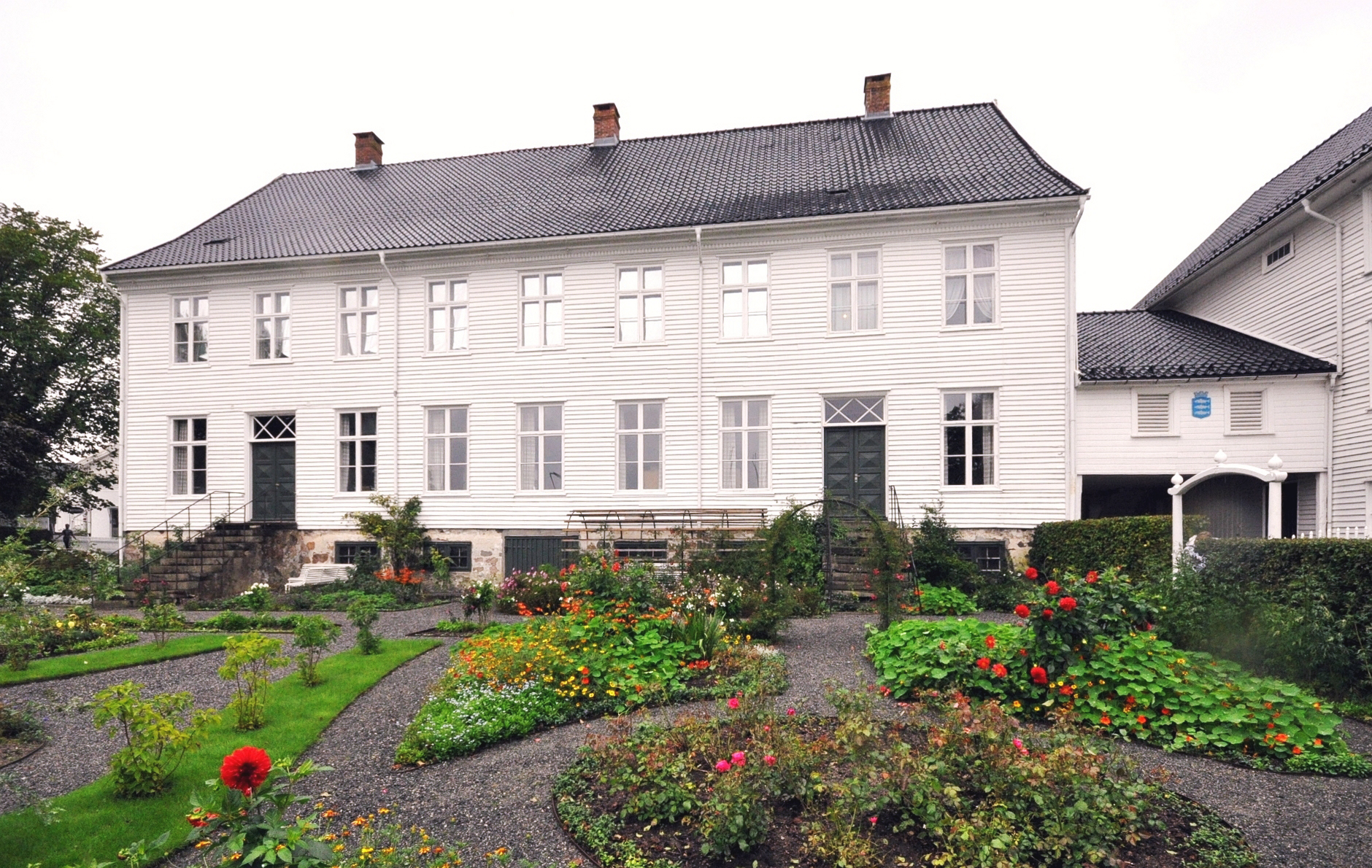
Museum Andorsengården
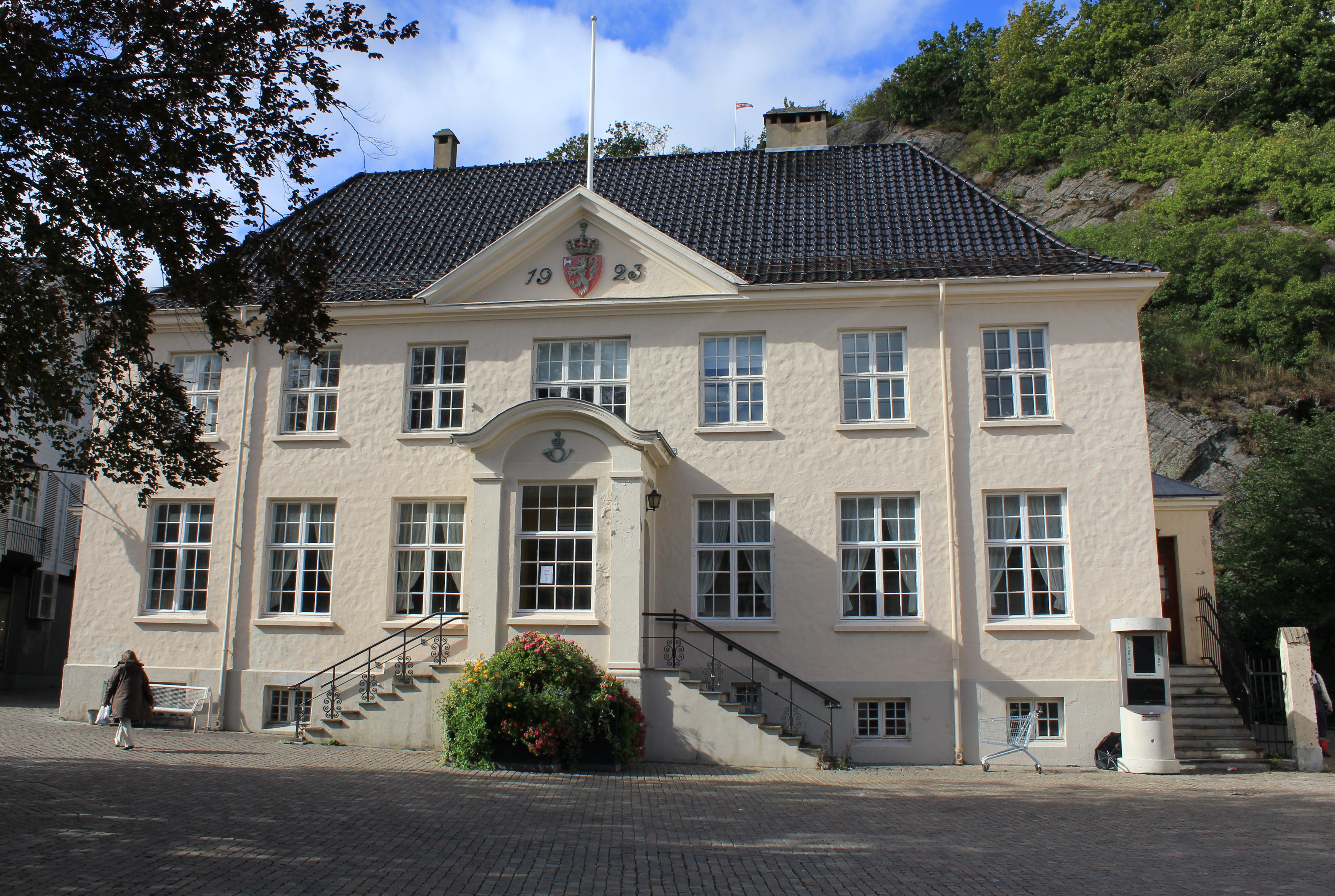
Altes Postamt
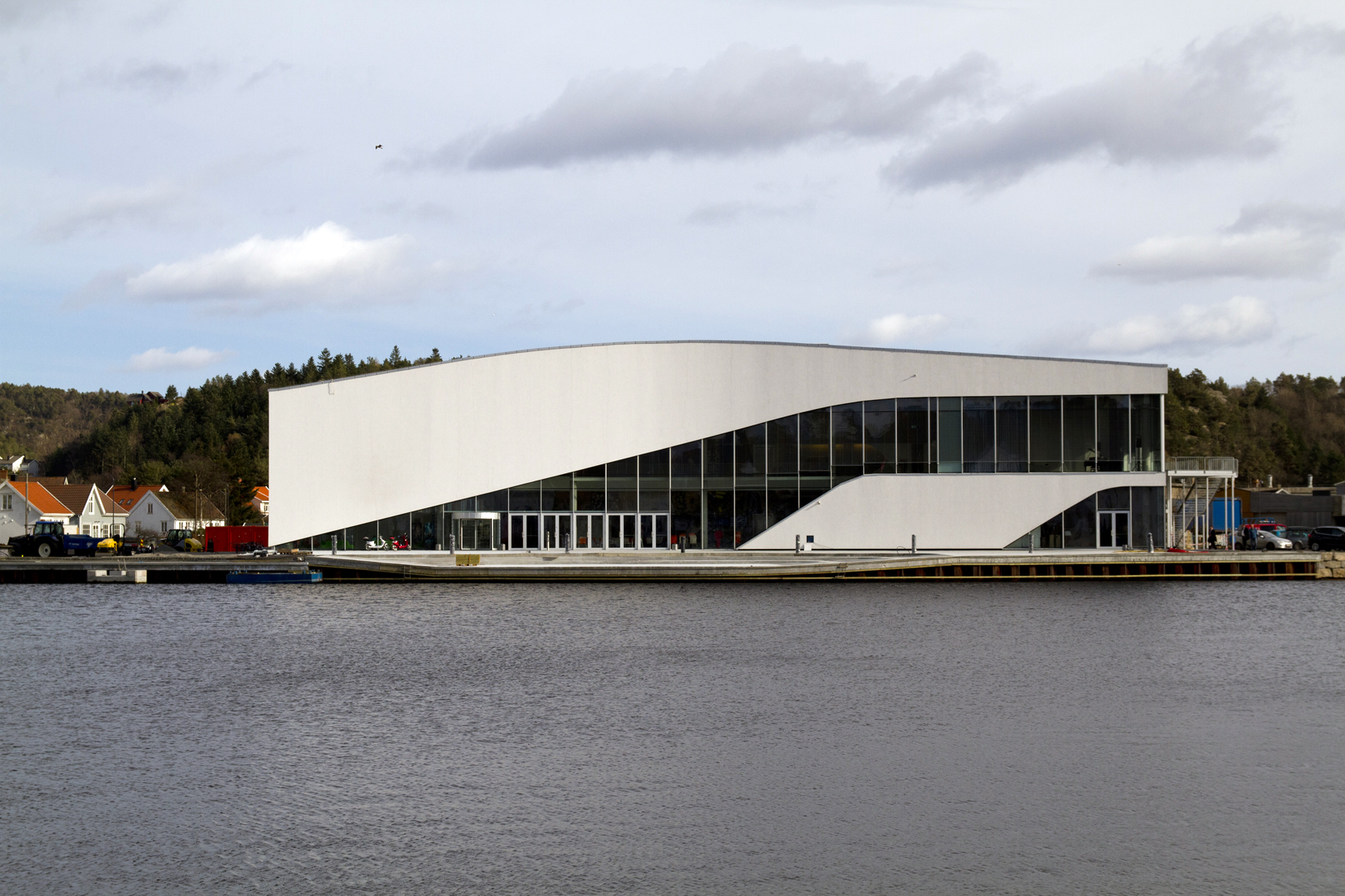
Buen-Kulturhaus
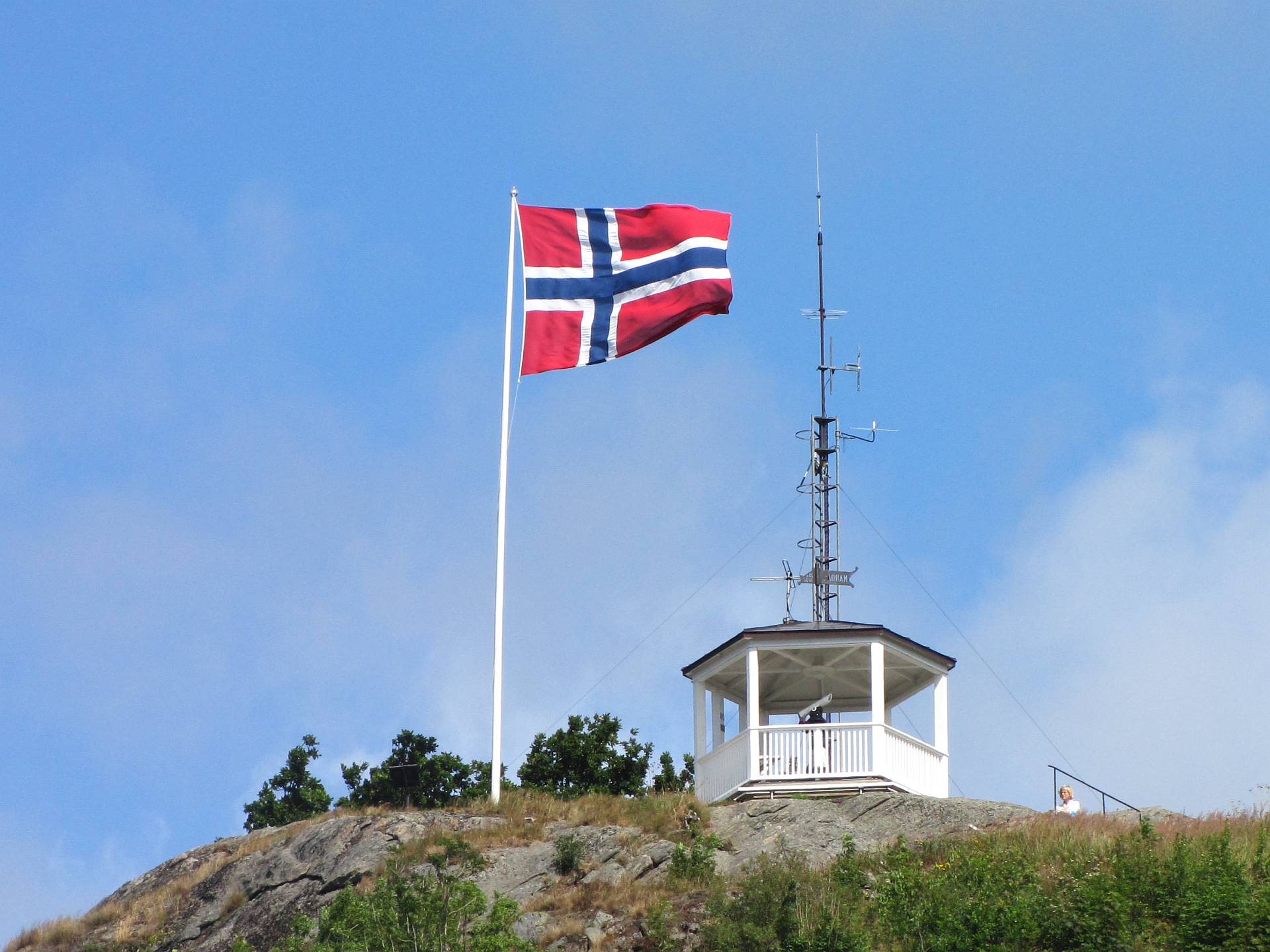
Aussichtspunkt Uranienborg Torjusheia im Stadtzentrum, 62 m NHN
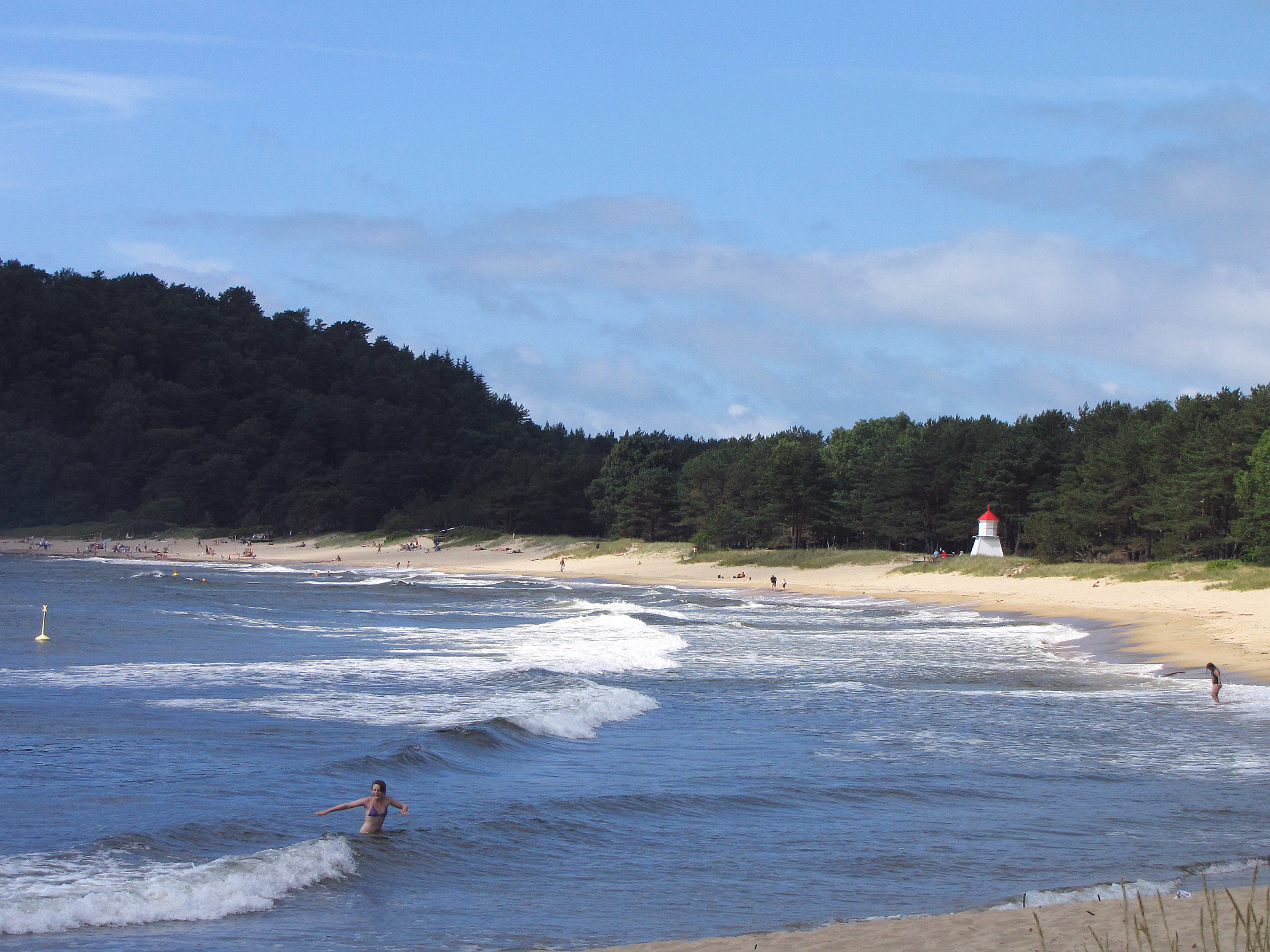
Strand von Mandal westlich der Stadt

## Wirtschaft
In Mandal befinden sich die Werftanlagen von Umoe Mandal. Die Lokalzeitung für die umliegenden Kommunen Lindesnes wird hier herausgegeben.

## Persönlichkeiten
- Søren Jaabæk (1814–1894), Landwirt und Politiker
- Adolph Tidemand (1814–1876), Maler
- Hans Matthias Elisæus Ross (1833–1914), Theologe, Sprachforscher und Vorkämpfer für das norwegische Nynorsk
- Olaf Isaachsen (1835–1893), Maler der Düsseldorfer Schule
- Amaldus Nielsen (1838–1932), Maler
- Johan Fenger-Krog (1865–1942), norwegisch-schwedischer Industrieller
- Gustav Vigeland (1869–1943), Bildhauer
- Emanuel Vigeland (1875–1948), Maler
- Ellen Gleditsch (1879–1968), Chemikerin
- Karen Platou (1879–1950), Politikerin
- Otto Lous Mohr (1886–1967), Genetiker, Hochschulrektor und Politiker
- Edvard Christian Danielsen (1888–1964), Vizeadmiral und von 1949 bis 1951 Oberbefehlshaber der norwegischen Marine
- Hugo Lous Mohr (1889–1970), Maler
- Anna Branzell (1895–1983), Architektin
- Helge Sivertsen (1913–1986), Diskuswerfer und Politiker
- Kjell Askildsen (1929–2021), Schriftsteller
- Einar Iversen (1930–2019), Jazzpianist
- Ole-Johan Dahl (1931–2002), Norwegens erster Informatik-Professor
- Michael Grundt Spang (1931–2003), Autor und Journalist
- Kari Vinje (* 1931), Kinderbuchautorin
- Ansgar Gabrielsen (* 1955), Politiker
- Janne Haaland Matlary (* 1957), Politologin, katholische Kirchenaktivistin und konservative Politikerin
- Åse Michaelsen (* 1960), Politikerin